# Borana naptár
A boranák nomád állattartók, akik Etiópia déli részén és Kenya északi részén élnek. A borana naptárat a mindennapi életben és szertartások megtartásához is használják. A hajnali égbolt megfigyelésével állapítják meg a dátumot, amit ajantu néven ismert szakértők végeznek.
A borana naptár több vonatkozásban megszokottnak, ugyanakkor szokatlannak számít. Egyfajta holdnaptár, de nem a Hold szinodikus keringési ciklusához igazodik, hanem a sziderikus holdhónaphoz, ami 27,3 napig tart. Minden hónap az esti égbolton megjelenő  újholddal kezdődik. A hónapoknak és a napoknak nevük van. A hét napból álló „hét” fogalma ismeretlen számukra. Az év hét hónapját az égbolton megjelenő csillag (vagy csillagcsoport) hajnali megjelenésével kapcsolják össze, amikor azok az esti újholddal azonos rektaszcenzióval kelnek. Az azonosításhoz használt hét csillag (illetve csoport):
Háromszög csillagkép, a Plejádok nyílthalmaz, az Aldebaran, a Bellatrix (Gamma Orionis), az Orion-öv kardja, a Saiph (Kappa Orionis), és a Szíriusz.
Az év további részének hónapjait úgy azonosítják az ajantuk, hogy megfigyelik milyen fázisban van a Hold egy azonosításhoz használt csillag kelésekor.
Érdekes a boranák részéről a Háromszög csillagkép kiválasztása. Közkeletű nézet, hogy a távcső alkalmazása előtti időkben az emberek a legfényesebb csillagokat használták azonosításra, a boranák választása azonban a Háromszög csillagképre esett, ami rácáfol erre a nézetre, mivel egy halvány objektumról van szó.
A napokat nem a hónap kezdetétől számítják, hanem folytatólagosan nevezik el a napokat 27 név alkalmazásával. Mivel a Hold fázisai által megjelenített szinodikus hónap hosszabb, mint 27 nap, ezért minden hónapban 2-3 név még egyszer előfordul (a hónap eleje és vége felé).
Nem meglepő, hogy a Nap nem játszik szerepet a borana naptárban, mivel az Egyenlítő közelében a nappalok hossza gyakorlatilag állandó, a Nap kis eltérésekkel egész évben ugyanott kel és nyugszik. Ugyanakkor a csillagok látszólag függőleges irányban mozognak.

## Szakirodalom
- Bassi, Marco: On the Borana Calendrical System Current Anthropology 29 (1988), 619–624.
- Legesse, Asmerom: Gada: Three Approaches to the Study of African Society. New York: Macmillan, 1973
- Ruggles, Clive: The Borana Calendar: Some Observations Archaeoastronomy 11 (1987), S35–53.
- Ruggles, Clive (ed.):  Archaeoastronomy in the 1990s, 117–122. Loughborough, UK: Group D Publications, 1993
- Tablino, Paul: The Reckoning of Time by the Borana Hayyantu Rassagna di Studi Ethiopici 38 (1996), 191–205.